# Зарубежный роман
«Зарубежный роман» (англ. A Foreign Affair) — кинофильм режиссёра Билли Уайлдера, вышедший на экраны в 1948 году. Экранизация рассказа Дэвида Шоу, адаптированного Робертом Харари. Лента получила две номинации на премию «Оскар» (за лучший сценарий и лучшую операторскую работу в чёрно-белом фильме) и номинацию на премию Гильдии сценаристов США за лучшую американскую комедию.

## Сюжет
Комиссия конгресса США прибывает в разрушенный послевоенный Берлин, чтобы проверить состояние морали в американских оккупационных войсках. Один из членов комиссии — конгрессвумен Фиби Фрост — занимает особенно непримиримую позицию. С первых же шагов на берлинской земле она обращает внимание на различные свидетельства морального падения американских солдат — от участия в работе чёрного рынка до ухаживания за немецкими девушками. Вечером она оказывается в заведении, пользующемся особой популярностью среди американцев, и обращает внимание на певицу, которая приковывает к себе всеобщее внимание. Проведя небольшую проверку на следующий день, она выясняет, что певицу зовут Эрика фон Шлютов и что совсем недавно она вращалась в высших нацистских кругах. Мисс Фрост понимает, что Эрика на свободе лишь благодаря заступничеству кого-то из высокопоставленных американских военных, и вместе с земляком капитаном Принглом решает провести собственное расследование. Она не догадывается, что именно капитан Прингл является тем самым заступником Эрики...

## В ролях
- Джин Артур — конгрессвумен Фиби Фрост
- Марлен Дитрих — Эрика фон Шлютов
- Джон Лунд — капитан Джон Прингл
- Миллард Митчелл — полковник Руфус Дж. Пламмер
- Петер фон Цернек — Ханс Отто Биргель
- Стэнли Прейджер — Майк
- Уильям Мёрфи — Джо
- Рэймонд Бонд — конгрессмен Пеннекот
- Бойд Дэвис — конгрессмен Гиффин
- Роберт Малкольм — конгрессмен Крамер
- Чарльз Мередит — конгрессмен Янделл
- Майкл Раффетто — конгрессмен Сальваторе